# Nuncjatura Apostolska w Syrii
Nuncjatura Apostolska w Syrii – misja dyplomatyczna Stolicy Apostolskiej w Syryjskiej Republice Arabskiej. Siedziba nuncjusza apostolskiego mieści się w Damaszku. Obecnym nuncjuszem apostolskim w Syrii jest Włoch kard. Mario Zenari.

## Historia
27 czerwca 1762 roku papież Klemens XIII utworzył Delegaturę Apostolską w Syrii. Syria należała wtedy do Imperium Osmańskiego. W 1953 roku papież Pius XII podniósł ją do rangi internuncjatury apostolskiej, a w 1966 roku papież Paweł VI wyniósł ją do rangi nuncjatury.

## Szefowie misji dyplomatycznej Stolicy Apostolskiej w Syrii

### Delegaci apostolscy
- do 1815 brak danych
- bp Aloisio Gandolfi CM (1815 - 1825) od 1818 jednocześnie wikariusz apostolski Syrii, Egiptu, Arabii i Cypru
- abp Jean-Baptiste Auvergne (1833 - 1836) Francuz; jednocześnie wikariusz apostolski Syrii, Egiptu, Arabii i Cypru oraz delegat apostolski Egiptu i Arabii
- bp Giuiseppe Angelo di Fazio OFMCap (1837 - 1838) Włoch; jednocześnie wikariusz apostolski Syrii, Egiptu, Arabii i Cypru
- abp Francisco Villardel OFMObs (1839 - 1852) jednocześnie wikariusz apostolski Aleppo
- abp Serafino Milani OFMObs (1874)
- abp Luigi Piavi OFMObs (1876 - 1889) Włoch; jednocześnie wikariusz apostolski Aleppo
- abp Gaudenzio Bonfigli OFMObs (1890 - 1896)
- abp Pietro Gonzalez Carlo Duval OP (1896 - 1904) jednocześnie wikariusz apostolski Aleppo
- abp Frediano Giannini OFM (1905 - 1936) Włoch; jednocześnie wikariusz apostolski Aleppo
- abp Rémy-Louis Leprêtre OFM (1936 - 1947) Francuz

### Internuncjusze apostolscy
- abp Paolo Pappalardo (1953 - 1958) Włoch
- abp Luigi Punzolo (1962 - 1967) Włoch

### Nuncjusze i pronuncjusze apostolscy
- abp Raffaele Forni (1967 - 1969) Szwajcar
- abp Achille Glorieux (1969 - 1973) Francuz
- abp Amelio Poggi (1973 - 1974) Włoch
- abp Angelo Pedroni (1975 - 1983) Włoch
- abp Nicola Rotunno (1983 - 1987) Włoch
- abp Luigi Accogli (1988 - 1993) Włoch
- abp Pier Giacomo De Nicolò (1993 - 1999) Włoch
- abp Diego Causero (1999 - 2004) Włoch
- abp Giovanni Battista Morandini (2004 - 2008) Włoch
- kard. Mario Zenari (2008 - nadal) Włoch; kreowany kardynałem w 2016